# Diateză simetrică
Diateza simetrică, cunoscută și sub denumirea de structură de acțiune austroneziană sau sistem de focus austronezian, este o tipologie neobișnuită de structură de acțiune morfosintactică în care „un argument poate fi marcat ca având o relație specială cu verbul”. Această relație specială se manifestă sub forma unui afix de diateză pe verb, care corespunde rolului sintactic al unui substantiv din cadrul propoziției, marcat fie pentru un anumit caz gramatical, fie aflat într-o poziție structurală privilegiată în propoziție – sau ambele.
Există două tipuri de aliniament în limbile cu diateză simetrică: tipul filipinez, care păstrează în mare parte sistemul original din limba proto-austroneziană cu patru diateze (sau uneori trei), și tipul indonezian, care le-a redus la doar două diateze.
Limbile de tip filipinez includ limbile filipineze, dar se regăsesc și în limbile formosane din Taiwan, precum și în nordul Borneo, nordul Sulawesi și în Madagascar, și au fost reconstruite pentru limba proto-austroneziană. În restul limbilor malayo-polineziene, inclusiv în proto-oceanică, diateza simetrică a fost aproape complet pierdută.
Numărul de diateze diferă de la o limbă la alta. Deși majoritatea limbilor analizate au patru diateze, este posibil să existe doar două sau chiar până la șase diateze. În exemplele de mai jos, afixul de diateză de pe verb apare cu text roșu, în timp ce subiectul, selectat de acel afix, este marcat cu aldine cursive subliniate.

## Terminologie
Termenul focus austronezian a fost folosit pe scară largă în literatura de specialitate timpurie, însă tot mai mulți cercetători preferă în prezent termenul diateză, din cauza argumentelor împotriva utilizării termenului „focus”. Pe de altă parte, Starosta a susținut că nici termenul de diateză, nici cel de focus nu sunt corecte și că este vorba, de fapt, despre o derivare lexicală.
Schachter (1987) a propus termenul „trăgaci” (trigger), care a fost adoptat pe scară largă. După cum a rezumat o sursă, „focus” și „topic” nu înseamnă în acest context ceea ce înseamnă în analiza discursului (adică informația esențială nouă, respectiv ceea ce este subiectul conversației), ci „focusul” este un tip de acord, iar „topicul” este o perifrază nominală care intră în acord cu verbul marcat pentru focus. Astfel, folosirea acestor termeni pentru a descrie structura austronesiană/filipineză este „înșelătoare”, iar „pare mai potrivit să ne referim la această exprimare a argumentului prin termenul de trăgaci (trigger), un termen care reflectă faptul că rolul semantic al argumentului respectiv declanșează alegerea unui afix verbal”.

## Studii
O serie de studii s-au concentrat asupra perspectivei tipologice a sistemului de diateze austronezian.
Unele cercetări au explorat proprietățile semantice sau pragmatice ale sistemului de diateze austronesian.
Alte studii au contribuit la analiza morfologiei de modificare a valenței.

## Proprietăți

### Acord cu rolul semantic al subiectului
În limbile care prezintă diateză simetrică, afixul de diateză de pe verbul principal din propoziție marchează acordul cu „rolul semantic al [subiectului]”.
De exemplu, afixul de tip „diateza agentului” (Actor Voice) poate intra în acord doar cu perifraze nominale care exprimă agentul. (Asteriscul indică faptul că propoziția este agramaticală pentru sensul intenționat.)
Kapampangan
a. Diateza agentului
| S‹um›ulat                             | ya=ng       | poesia | ing | lalaki | king | pisara. |
| ------------------------------------- | ----------- | ------ | --- | ------ | ---- | ------- |
| ‹DA›FUT.scrie                         | 3SG.DIR=ACC | poezie | DIR | băiat  | OBL  | tablă.  |
| "Băiatul va scrie o poezie pe tablă." |             |        |     |        |      |         |

b.
| * Sumulat                                                  | yang | lalaki | ing | poesia | king | pisara. |
| ---------------------------------------------------------- | ---- | ------ | --- | ------ | ---- | ------- |
| Ce s-a dorit a zice: "Băiatul va scrie o poezie pe tablă." |      |        |     |        |      |         |
| Ce s-a zis de fapt: "Poezia va scrie un băiat pe tablă."   |      |        |     |        |      |         |

c.
| * Sumulat                                                  | yang | poesia | ing | pisara | king | lalaki. |
| ---------------------------------------------------------- | ---- | ------ | --- | ------ | ---- | ------- |
| Ce s-a dorit a zice: "Băiatul va scrie o poezie pe tablă." |      |        |     |        |      |         |
| Ce s-a zis de fapt: "Tabla va scrie o poezie pe băiat."    |      |        |     |        |      |         |

Tagalog
a. Diateza agentului
| B‹um›ilí                                    | ng  | manggá | sa  | palengke | ang | lalaki. |
| ------------------------------------------- | --- | ------ | --- | -------- | --- | ------- |
| ‹ASP.DA›.cumpără                            | IND | mango  | OBL | piață    | DIR | bărbat. |
| „Bărbatul a cumpărat un mango de la piață.” |     |        |     |          |     |         |

b.
| * Bumilí                                                        | ng | lalaki | sa | palengke | ang | manggá. |
| --------------------------------------------------------------- | -- | ------ | -- | -------- | --- | ------- |
| Ce s-a vrut a zice: „Bărbatul a cumpărat un mango de la piață.” |    |        |    |          |     |         |
| Ce s-a zis de fapt: „Mangoul a cumpărat un bărbat de la piață.” |    |        |    |          |     |         |

c.
| * Bumilí                                                        | ng | manggá | sa | lalaki | ang | palengke. |
| --------------------------------------------------------------- | -- | ------ | -- | ------ | --- | --------- |
| Ce s-a vrut a zice: „Bărbatul a cumpărat un mango de la piață.” |    |        |    |        |     |           |
| Ce s-a zis de fapt: „Mangoul a cumpărat un bărbat de la piață.” |    |        |    |        |     |           |

Frazele din (b) sunt agramaticale deoarece sintagma nominală pacient este marcată ca subiect, deși verbul poartă infixul diatezei agentului (Actor Voice). Frazele din (c) sunt agramaticale deoarece, în loc să fie marcată sintagma nominală agent, este marcată ca subiect sintagma nominală de loc.
Afixul diatezei pacient (Patient Voice) poate intra în acord doar cu sintagme nominale pacient.